# Boogerman: A Pick and Flick Adventure
Boogerman: A Pick and Flick Adventure — видеоигра в жанре платформер, разработанная компанией Interplay для игровой платформы Sega Mega Drive/Genesis в 1994 году. Также были выпущены версии для SNES (1995) и Wii Virtual Console (2008). В 1996 году выходили две нелицензионные порт-версии для NES\Dendy от SuperGame и RexSoft, а также две игры по мотивам на Java с названием Excreman (2005) и Excreman 2 (2006).

## Сюжет
Игра начинается с небольшой предыстории. Профессор Стинкбаум изобрёл устройство под названием Zap-O-Matic, с помощью которого можно перерабатывать любые отходы, а продукты их «распада» сбрасываются через «портал» в другое измерение (Dimension X Crement). Миллионер Снотти Рэгсдейл, узнав об этом изобретении, инкогнито устроился на работу в лабораторию профессора под псевдонимом. И вот однажды он заметил, как неизвестный злодей похищает главный агрегат — редкий кристалл под названием Snotrium 357, без которого механизм не может работать. Чтобы предотвратить глобальное загрязнение, Рэгсдейл (супергерой Бугермэн), воспользовавшись «порталом», отправился в другое измерение. Здесь ему нужно разыскать злодея и забрать у него то, что он украл.

## Игровой процесс

Кадр из первого уровня версии для SNES

По игровому процессу версии игры во многом сходны между собой.
Главный персонаж игры — супергерой Бугермэн (англ. Boogerman), спасающий планету от глобального загрязнения. Как и любой супергерой, Бугермэн обладает уникальными и очень своеобразными «суперспособностями»: он бросает во врагов свои сопли, проводит «газовые атаки» и может убивать врагов, запрыгивая им на голову. Ему предстоит пройти несколько уровней, зачистить их от врагов, сразиться с боссами, а в конце победить главного злодея.
Уровни выполнены в виде замкнутых локаций с боковым сайд-скроллингом и двухмерной графикой. Каждый большой уровень разделён на три — четыре части. На них много разнообразных врагов, тайников, бонусов и полезных предметов. Встречаются также препятствия в виде пропастей и ловушек. Иногда попадается «лифт-телепорт», напоминающий огромный нос (хотя на последнем уровне «лифт» выполнен в форме головы главного Босса). Также присутствуют «точки сохранения» — здесь они выполнены в виде деревенского деревянного туалета с надписью BM на двери. В конце больших уровней находятся боссы — особо сильные противники.
Боссы (суперзлодеи) обладают значительным запасом здоровья и гораздо сильнее обычных противников и самого героя. Для каждого из боссов существует своя определённая «тактика». Например, во время сражения с первым боссом нужно, перепрыгивая с одного дерева на другое, уклоняться от атак противника.
Враги в игре — это тролли и гоблины, вооружённые копьями, летучие мыши, призраки, улитки и другие монстры; они довольно слабы, но многочисленны. Бывают и более «крепкие» противники. Например, один из них вооружён дубиной, которой наносит ощутимые удары, другой обладает смертоносным криком, а третий способен поедать полезные предметы.
В игре много полезных предметов. К примеру, из вантузов, собранных на уровне, можно соорудить «лестницу», по которой Бугермэн доберётся до дополнительной жизни. Перец придаёт герою «огненное дыхание» (причём двустороннее) и позволяет летать, комки некой зелёной массы увеличивают «боезапас», бутылка с буквой M совершенствует «вооружение», а банки с бобами продлевают линейку «суперспособностей». Также полезные предметы пополняют запас игровых очков.
Игра имеет средний уровень сложности. Герой обладает ограниченным запасом здоровья, пополняющимся по мере прохождения уровня. В игре имеется возможность пополнять запас «жизней» после каждого уровня, а на самих уровнях находятся «точки сохранения» и множество призов, облегчающие прохождение.

Кадр из шестого уровня версии для Sega Mega Drive

## Оценки
Игра получила средние оценки критиков и игроков. К примеру, журнал GamePro поставил версии для Sega Genesis оценку 4,5 из 5 возможных, а информационный сайт IGN.com — 6 из 10.

## Сиквел
В октябре 2013 года было заявлено, что создатели оригинальной игры начали сбор средств на её переиздание под названием Boogerman 20th Anniversary: The Video Game на сервисе Kickstarter. Предполагалось, что игра будет издана на операционной системе Windows и платформах Mac, PlayStation 4, PlayStation Vita и Wii U.
В игре должно было присутствовать 54 локации — 18 основных и 36 бонусных, в том числе не встречавшихся в оригинальной игре, 6 боссов и несколько новых игровых приспособлений. Издание игры было запланировано на ноябрь 2015 года. Однако в дальнейшем из-за недостатка собранных средств кампания по разработке была приостановлена.
В феврале 2014 года начался сбор средств на продолжение игры под аналогичным названием на сайте Steam Greenlight. Разработчики отмечали, что уровней и различных нововведений будет заметно меньше, чем предполагалось ранее. Однако они не собрали достаточное количество денег на реализацию проекта и игра снова не увидела свет. Также предполагалось, что при достаточном пожертвовании игрокам дали бы возможность поиграть за Червяка Джима в качестве напарника.